# Tenebrionidae
Los tenebriónidos (Tenebrionidae) son una de las grandes familias de coleópteros con unas 20.000 especies descritas. Su tamaño oscila entre 1 y 80 mm; son predominentemente de coloraciones oscuras, de donde deriva su nombre. Son básicamente detritívoros y son especialmente diversos en ambientes esteparios y desérticos.

## Características
La mayoría de las especies son de color negro o marrón, pero no faltan las coloraciones vistosas. Las antenas tienen normalmente 11 segmentos y son relativamente cortas. Tiene cinco artejos en los tarsos anteriores y medios, y cuatro en los posteriores (fórmula tarsal 5-5-4, raramente  4-4-4); las antenas se insertan bajo un saliente lateral de la frente. El abdomen tiene 5 esternitos visibles, los tres primeros unidos e inmóviles. Los élitros presentan usualmente costillas longitudinales. Muchas especies poseen glándulas defensivas en el abdomen que producen secreciones repugnatorias de carácter defensivo. Las larvas son cilíndricas y están bien esclerotizadas.

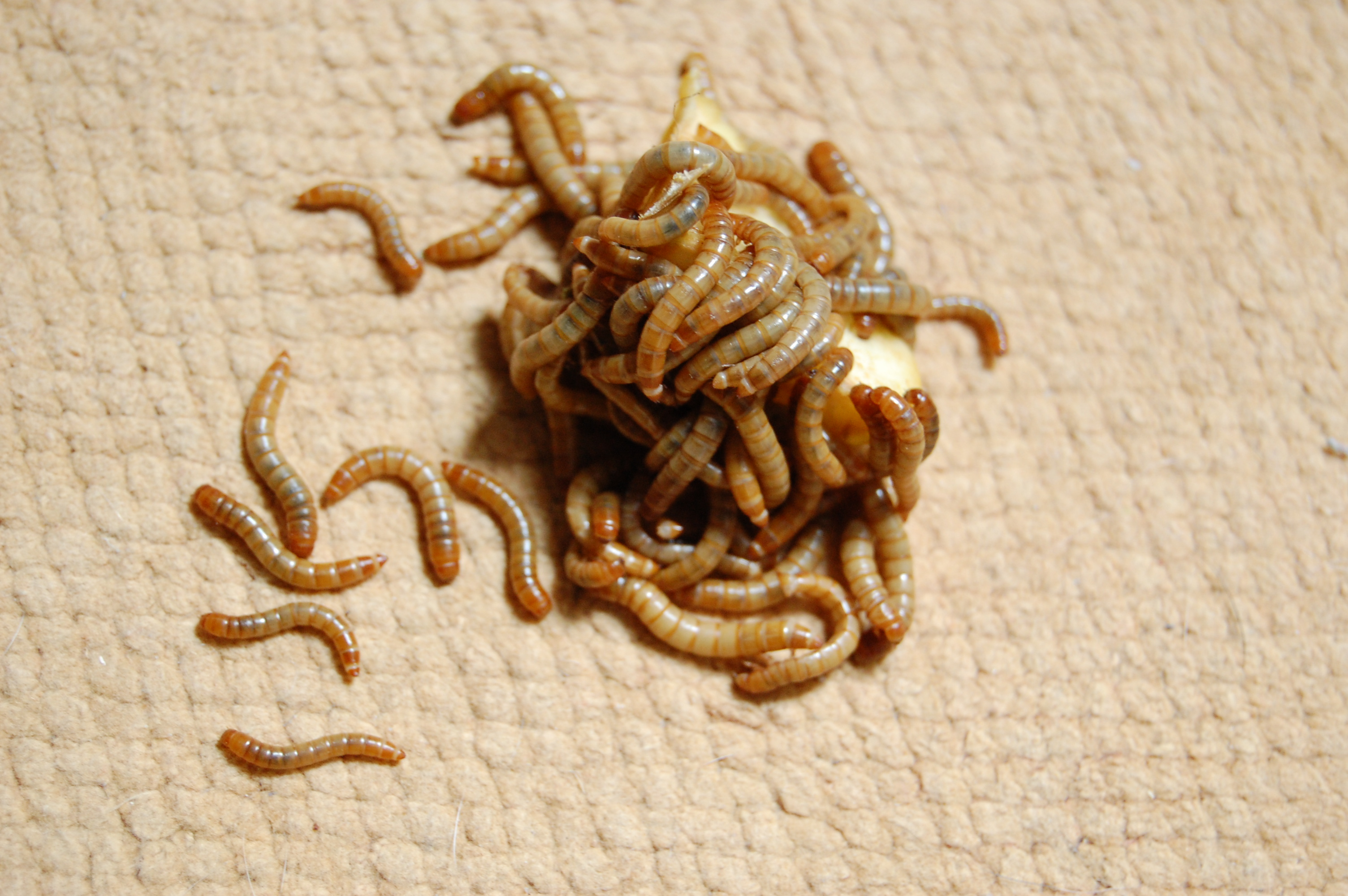
Larvas de Tenebrio molitor, que se comercializan para la alimentación de anfibios, reptiles y aves.

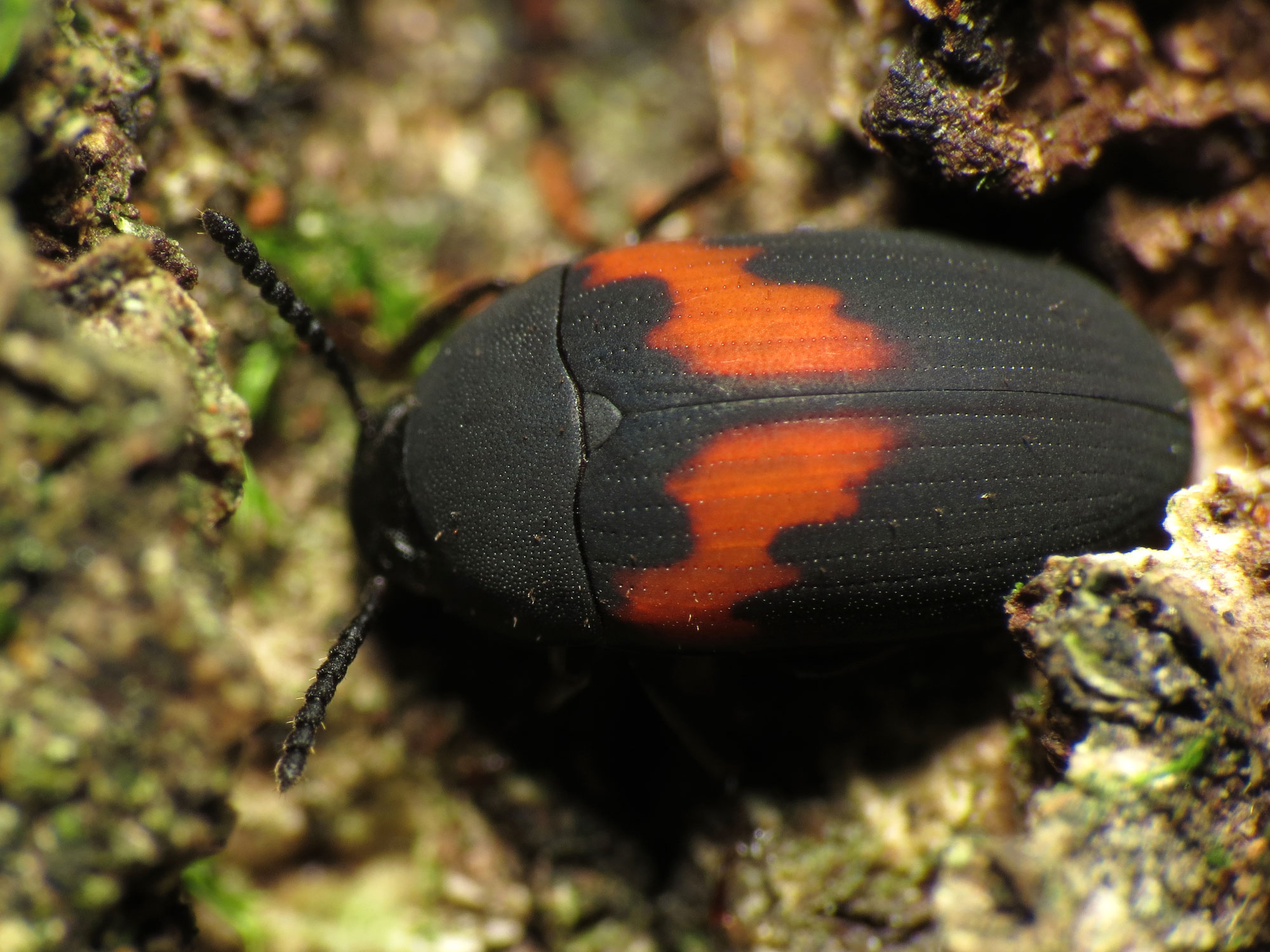
Platydema ellipticum (Diaperinae). Fairfax County, Virginia, USA

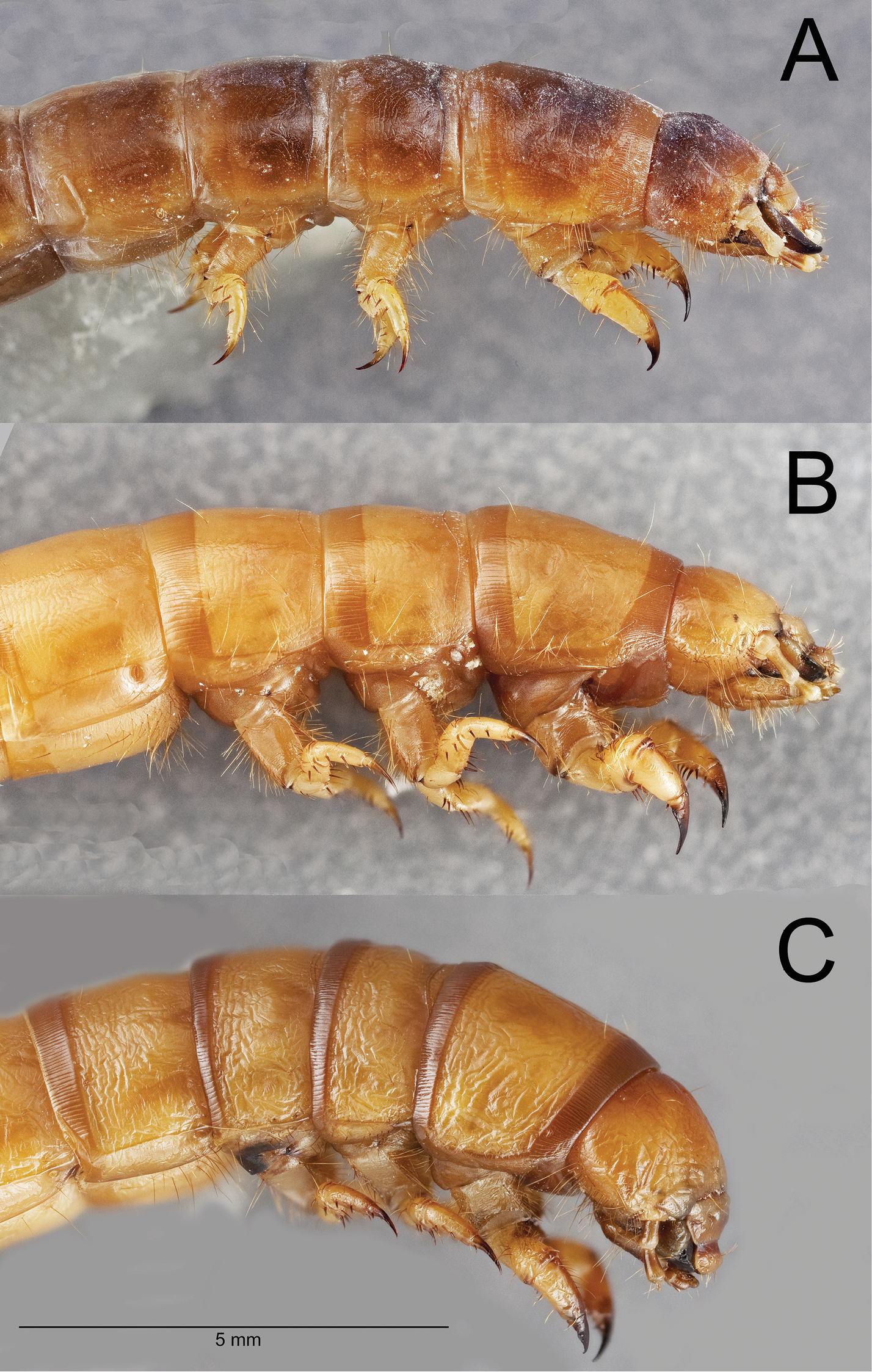
Anthracinus extricatus, larva

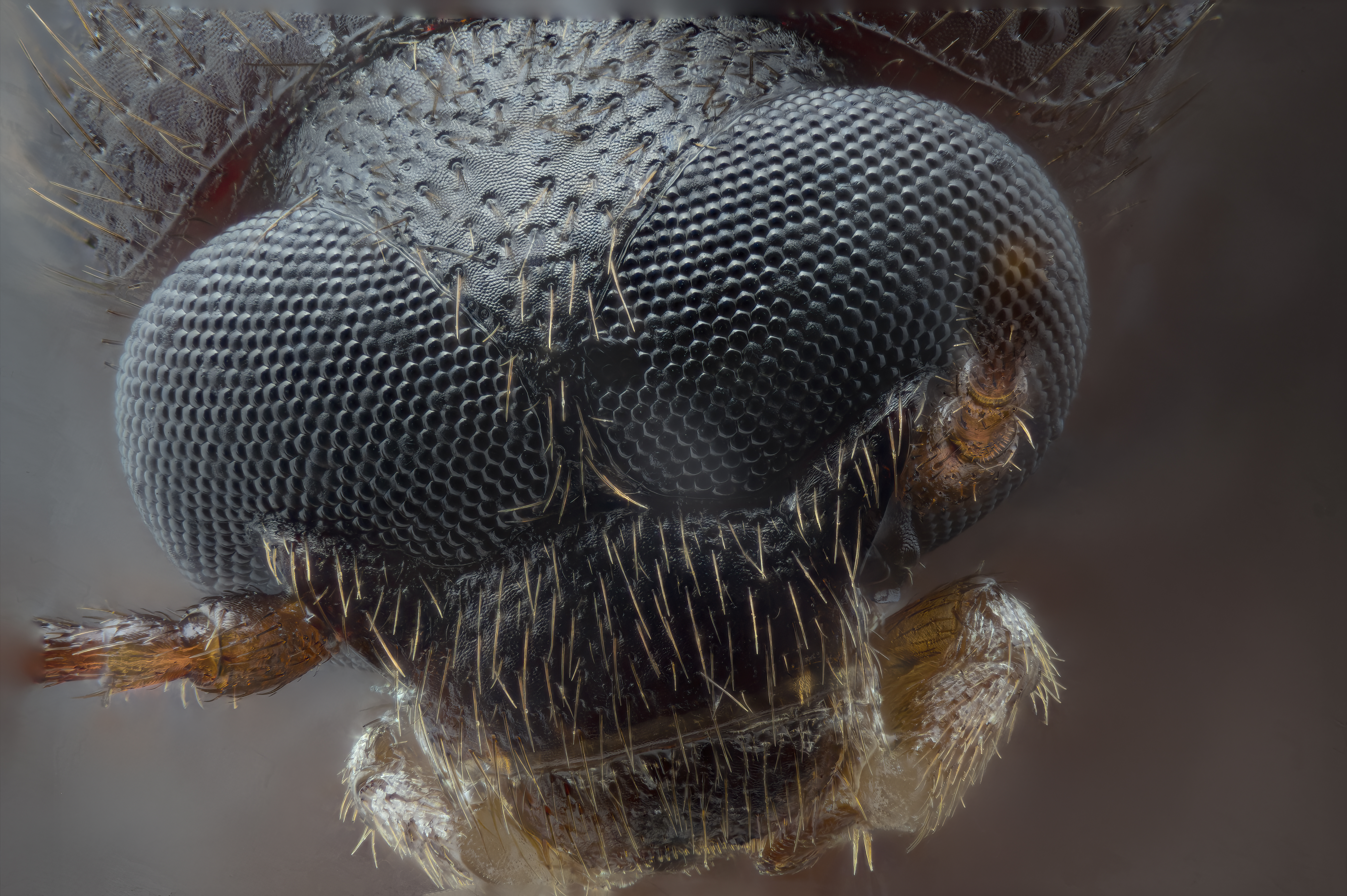
Tenebrionidae cabeza, detalles

## Biología y ecología
Los tenebriónidos son principalmente detritívoros y viven mayoritariamente en el suelo. Algunos Alleculinae son florícolas y se alimentan de polen. Existen diversos géneros mirmecófilos (viven en relación con hormigas), como Oochrotus, Stenosis, Dichillus, etc. Diversas especies de los géneros Elenephorus, Akis y Blaps muestran tendencias sinantrópicas (son frecuentes en lugares habitados). Diversas especies viven bajo cortezas de árboles y otras están estrechamente relacionadas con hongos.
Varias especies de los géneros Tenebrio, Palorus, Gnathocerus, Tribolium, Alphitophagus, Clitobius, etc., son cosmopolitas y constituyen graves plagas para los productos amiláceos almacenados (harina, arroz) o cultivos.
Los tenebriónidos son enormemente diversos en hábitats esteparios y desérticos, siendo los insectos más característicos de dichos ambientes. Están perfectamente adaptados a la falta de agua; poseen una cutícula muy gruesa y durante el día se refugian bajo piedras o se entierran en la arena para evitar la desecación; son un eslabón clave en la cadena trófica de estos ecosistemas, ya que son la base de la alimentación de numerosos reptiles y aves.
Se hallan distribuidos por todo el mundo, excepto en las regiones polares; la mayoría son malos voladores y muchos tienen las alas reducidas o atrofiadas, por lo que su capacidad de dispersión es limitada; ello ha propiciado la proliferación de numerosos endemismos con áreas de distribución muy restringidas limitadas a hábitats concretos.
Las larvas de algunas especies se usan para alimentar a animalitos domésticos o para estudios de laboratorio.